# Sergio Pérez
Sergio Pérez Mendoza (Guadalajara, Jalisco, Meksiko, 26. siječnja 1990.), poznat i kao Checo Pérez je meksički vozač koji se trenutno natječe u Formuli 1 za momčad Red Bull. U ranoj dobi života dobio je nadimak meksičko čudo od djeteta. Pérez koji trenutno živi u Feusisbergu, Švicarskoj, mlađi je brat bivšeg prvaka NASCAR Toyota serije Antonija Péreza. Pérez je također član Ferrarijeve vozačke akademije. U Formulu 1 došao je 2011. godine, a prvi puta se popeo na pobjedničko postolje na Velikoj nagradi Malezije 2012. godine. Taj uspjeh donio mu je brojne pohvale. Sezone 2013. pridužio se McLarenu umjesto Lewisa Hamiltona, te je bio momčadski kolega Jensonu Buttonu.

## Ranija karijera

### Karting (1996. – 2003.)
Pérez je započeo svoju karijeru sa šest godina u kartingu, 1996. godine. U prvoj godini natjecanja pobijedio je četiri utrke u kategoriji za juniore. Na kraju sezone završio je na drugom mjestu. Godine 1997. Pérez je sudjelovao u klasi za mlade gdje je bio najmlađi vozač koji je ostvario pobjedu, pet podija, te je na kraju sezone završio četvrti. Sljedeću godinu vratio se natjecanju u juniorskoj kategoriji gdje je ostvario osam pobjeda, te je s time postao najmlađi vozač koji je osvojio prvenstvo u toj kategoriji. Također je nastupao u nekoliko utrka u kategoriji Shifter 125ccm, a natjecao se i u utrci Master Kadets gdje je zauzeo mjesto na pobjedničkom postolju. Godine 1999. nastupao je u kategoriji Shifter 80ccm gdje je ostvario tri pobjede i završio treći u sveukupnom prvenstvu. Također je postao najmlađi vozač koji je pobijedio u toj kategoriji.
Godine 2000. sudjelovao je u prvenstvu u kategoriji Shifter 80ccm, te je također sudjelovao u tri utrke u kategoriji Shifter 125ccm u Telmex Challengeu. Međutim, Pérez nije bio zadovoljan rezultatima i sljedeće sezone te je tražio drugo prvenstvo. Nakon toga došao je u kategoriju Shifter 125ccm Regional gdje je ponovno bio najmlađi. Sa svim uspjesima koje je postigao, privukao je pažnju Scuderiji Telmex. Sa šest pobjeda u 2002. godini, završio je na drugom mjestu u kategoriji Shifter 125ccm. Kasnije je sudjelovao na utrci u kategoriji Shifter 80ccm u Las Vegasu, Nevadi gdje se kvalificirao peti, a završio jedanaesti. Godine 2003. vodio je prvenstvo u kategoriji 125ccm, ali se povukao sa zadnjih sedam utrka što se pokazalo razočaravajučim. Međutim u Telmex Challengeu je završio treći. Iste godine pozvan je pohađati Easy Kart 125 Shootout gdje se natjecao s vozačima iz cijelog svijeta.

### Skip Barber, Formula BMW, A1 Grand Prix i Formula 3 (2004. – 2008.)
Pérez se 2004. godine natjecao na Nacionalnom prvenstvu Skip Barber u Sjedinjenim Američkim Državama. Vozio je za momčad koju je financirala meksička telekomunikacijska tvrtka Telmex. Na kraju prvenstva završio je na jedanaestom mjestu. Godine 2005. otišao je u Europu gdje se natjecao u Njemačkoj Formuli BMW. Sezonu je završio na četrnaestom mjestu vozeći za momčad Team Rosberg. Sljedeće godine završio je na šestoj poziciji. U sezoni 2006./07. u seriji A1 Grand Prix za momčad A1 Team Mexico, vozio je dvije utrke, a jednu je završio u bodovima. Pérez se 2007. godine premjestio u Britansku Formulu 3. Natjecao se u nacionalnoj klasi za momčad T-Sport u kojoj je osvojio i naslov prvaka. Pobijedio je dvije trećine utrka, te dvije utrke nije završio na pobjedničkom postolju. Godine 2008. momčad T-Sport otišla je u međunarodnu klasu. Nakon što je na početku sezone vodio u sveukupnom poretku, sezonu je završio na četvrtom mjestu.

### GP2 (2009. – 2010.)
Pérez je u sezoni 2008./09. u Azijskom GP2 vozio za momčad Campos Racing zajedno s ruskim vozačem Vitalijem Petrovom. On je bio prvi meksikanac koji se natjecao u takvoj razini automobilizma još od Giovannija Aloije koji je nastupao u Formuli 3000, 1990. godine. Svoju prvu utrku u Azijskoj GP2 seriji pobijedio je na stazi Bahrain International Circuit u Sakhiru, krenući s prvog startnog mjesta. Drugi put je pobijedio na stazi Losail International Circuit u Dohi, Katru. Kasnije je otišao u momčad Arden International da bi se natjecao u glavnoj GP2 seriji u sezoni 2009., vozeči uz Edoarda Mortaru. Sezonu je završio dvanaesti s najboljim rezultatom na stazi Valencia Street Circuit gdje je ostvario drugo mjesto. Dok sljedeća sezona nije krenula, ponovno se natjecao u Azijskoj seriji GP2 gdje je vozio za momčad Barwa Addax. Godine 2010. vratio se u glavnu GP2 seriju gdje je pobijedio pet utrka, ali je na kraju završio drugi iza Pastora Maldonada.

## Formula 1

### Sauber (2011. – 2012.)

#### 2011.
Sauber je 4. listopada 2010. godine najavio da će se Sergio Pérez pridružiti momčadi u sezoni 2011., mijenjajući Nicka Heidfelda. Nakon toga Sauber je najavio partnerstvo s Pérezovim sponzorom Telmex. Pérez je time postao peti meksikanac koji će se natjecati u Formuli 1, te prvi od Héctora Rebaquea koji se natjecao od 1977. do 1981. godine. Ferrari je 8. listopada iste godine potvrdio da je Sergio Pérez član Ferrarijeve vozačke akademije.
Pérez je svoju prvu utrku na Velikoj nagradi Australije godine završio na sedmom mjestu gdje je impresirao s jednim zaustavljanjem u boksu, postajući jedini vozač na utrci koji je išao jedanput u boks. Međutim, oba Sauberova bolida bila su diskvalificirana zbog prekršaja tehničkih pravila. Pérez nije uspio ponoviti rezultat na Velikoj nagradi Malezije gdje su dijelovi Buemijevog Tora Rossa pogodili električni sistem njegovog Saubera, što je prisililo njegovo odustajanje. Na Velikoj nagradi Kine krenuo je s 12. pozicije, te se mučio cijelu utrku koju je na kraju završio na 17. poziciji. Na Velikoj nagradi Turske završio je na 14. poziciji. Na Velikoj nagradi Španjolske skupio je prve bodove, završeći utrku na devetom mjestu ispred momčadskog kolege Kamuija Kobayashija.

#### 2012.
Sergio Pérez se u 2012. godini pokazao kao izuzetno talentiran vozač. Osvojio je tri postolja od toga dva drugi mjesta i jedno treće. U listopadu 2012. potpisuje za McLaren.

### McLaren (2013.)
2013.
Pérez je u McLaren došao u najgorem trenutku. Radikalni MP4-28 s pull rod prednjim ovjesom bio je nekonkurentan i težak za vožnju. Bila je to prva sezona za McLaren u kojoj nisu osvojili nijedno pobjedničko postolje još od 1980., prva sezona u kojoj se nisu kvalificirali bolje od 5. mjesta još od 1983. i prva sezona bez pobjede od 2006. Pérez je na drugoj utrci sezone u Maleziji osvojio sedmo mjesto i dva boda, a u Bahrainu je bio šesti nakon napete borbe s momčadskim kolegom Jensonom Buttonom. Poboljšani McLarenov bolid, kojem je pogodovalo i Pirellijevo vraćanje na konstrukciju guma iz 2012. zbog pucanja guma na Silverstoneu, omogućio je Pérezu da na posljednje četiri utrke sezone osvoji 26 bodova, a najbolji plasman mu je bilo peto mjesto na VN Indije. Ukupno je 11 puta osvajao bodove, a u poretku je završio na 11. mjestu s 49 bodova. Momčadski kolega Button bodove je osvajao 14 puta, a završio je na 9. mjestu sa 73 boda. Pozitivna je bila pouzdanost jer su oba vozača završila sve utrke u sezoni. Iako je jedno vrijeme Pérezova karijera bila neizvjesna, uspio je sve dogovoriti s Force Indijom i u 2014. odmjeriti snage s momčadskim kolegom Nicom Hülkenbergom.

### Force India (2014. – 2017.)

#### 2014.
Sezona 2014. je po mnogočemu bila najuspješnija sezona Force Indije. Osvojili su najviše bodova do tada i ostvarili drugo pobjedničko postolje u svojoj povijesti nakon Giancarla Fisichelle u Belgiji 2009. Iako je Hülkenberg osvojio 37 bodova više od Péreza, Meksikanac je ostvario jedino pobjedničko postolje za svoju momčad u Bahrainu, a u Austriji je čak i vodio, pritom postavivši najbrži krug utrke.

#### 2015.
Meksikanac je i 2015. bio sjajan te završio deveti u poretku vozača, jedno mjesto ispred momčadskog kolege Nice Hülkenberga. Posebno se ističe sjajan nastup u Monaku gdje se kvalificirao i završio sedmi, a u drugom dijelu sezone, nakon uvođenja B-specifikacije bolida, ostvario je i pobjedničko postolje u Rusiji nakon sudara Valtterija Bottasa i Kimija Räikkönena u posljednjem krugu utrke. Pérez i Hülkenberg pomogli su Force Indiji da prvi puta u svojoj povijesti završi na petom mjestu u poretku konstruktora.

### Force India / Racing Point (2018.)
2018.

## Postignuća

### Sažetak karijere
| Godina    | Kategorija                             | Momčad                     | Utrke | Pobjede | Prva startna mjesta | Najbrži krugovi | Podiji | Bodovi | Poredak |
| --------- | -------------------------------------- | -------------------------- | ----- | ------- | ------------------- | --------------- | ------ | ------ | ------- |
| 2004.     | Skip Barber National Championship      | Telmex Racing              | 14    | 0       | 0                   | 0               | 0      | 77     | 11.     |
| 2005.     | Formula BMW ADAC                       | Team Rosberg               | 19    | 0       | 0                   | 0               | 0      | 37     | 14.     |
| 2006.     | Formula BMW ADAC                       | ADAC Berlin-Brandenburg    | 18    | 0       | 0                   | 0               | 0      | 112    | 6.      |
| 2006./07. | A1 Grand Prix                          | A1 Team Mexico             | 2     | 0       | 0                   | 0               | 0      | 35†    | 10.†    |
| 2007.     | Britanska Formula 3 - nacionalna klasa | T-Sport                    | 21    | 14      | 14                  | 0               | 19     | 376    | 1.      |
| 2008.     | Britanska Formula 3                    | T-Sport                    | 22    | 4       | 0                   | 1               | 7      | 195    | 4.      |
| 2008./09. | Azijski GP2                            | Campos Grand Prix          | 11    | 2       | 0                   | 1               | 3      | 26     | 7.      |
| 2009.     | GP2                                    | Arden International        | 20    | 0       | 0                   | 1               | 2      | 22     | 12.     |
| 2009./10. | Azijski GP2                            | Barwa Addax Team           | 4     | 0       | 0                   | 0               | 0      | 5      | 15.     |
| 2010.     | GP2                                    | Barwa Addax Team           | 20    | 5       | 1                   | 5               | 7      | 71     | 2.      |
| 2011.     | Formula 1                              | Sauber F1 Team             | 19    | 0       | 0                   | 0               | 0      | 14     | 16.     |
| 2012.     | Formula 1                              | Sauber F1 Team             | 20    | 0       | 0                   | 1               | 3      | 66     | 10.     |
| 2013.     | Formula 1                              | McLaren                    | 19    | 0       | 0                   | 1               | 0      | 49     | 11.     |
| 2014.     | Formula 1                              | Sahara Force India F1 Team | 19    | 0       | 0                   | 1               | 1      | 59     | 10.     |
| 2015.     | Formula 1                              | Sahara Force India F1 Team | 19    | 0       | 0                   | 0               | 1      | 78     | 9.      |
| 2016.     | Formula 1                              | Sahara Force India F1 Team | 21    | 0       | 0                   | 0               | 2      | 101    | 7.      |
| 2017.     | Formula 1                              | Sahara Force India F1 Team | 20    | 0       | 0                   | 1               | 0      | 100    | 7.      |

† Označuje bodove koje su osvojili drugi vozači.
* Sezona u tijeku.

## Vanjske poveznice
- Službena stranica  Arhivirana inačica izvorne stranice od 24. siječnja 2011. (Wayback Machine)
- Sergio Pérez - ESPN
- Sergio Pérez - Formula 1  Arhivirana inačica izvorne stranice od 19. listopada 2012. (Wayback Machine)
- Sergio Pérez - SPEEDTV  Arhivirana inačica izvorne stranice od 18. studenoga 2012. (Wayback Machine)
- Sergio Pérez - Driver Database